# Criorhina interrupta
Criorhina interrupta är en tvåvingeart som beskrevs av Enrico Adelelmo Brunetti 1923. Criorhina interrupta ingår i släktet pälsblomflugor, och familjen blomflugor.
Artens utbredningsområde är Pakistan. Inga underarter finns listade i Catalogue of Life.